# Іштван V Баторі
Іштван V Баторі (угор. Báthory István, 1430 — 1493) — державний і військовий діяч Угорського королівства. Стосовно нумерації існують розбіжності. Мав номер «V» зазагальним списком представників Баторі. Втім низка дослідників рахують його як «Іштвана IV». Інші відлік ведують від очільника гілки Баторі-Ечед, відповідно до якого він — «Іштван II».

## Життєпис
Походив з впливового угорського клану Баторі, роду Баторі-Ечед. Син Іштвана Баторі, королівського судді, та Барбари Буткаї. Народився у 1430 році. У 1444 році його батько загинув.
Піднесення кар'єри почалося за короля Матвія I Корвина. Останній 1458 року призначив Іштвана Баторі жупаном комітата Сатмар та надав посаду придворного судді. У 1467 році брав участь у військовій кампанії Матвія I проти молдавського господаря Штефана III, в якій угорська армія зазнала поразки в битві біля Баї.
У 1476 році очолив 21-тисячне військо, яке було повинопосадити на трон Валахії угорського ставленика Влада III Цепеша і повалити османського васала Басараба III Старого. найближчими військовими помічниками Баторі були Влад Цепеш і сербський деспот Вук Бранкович. У листопаді 1476 року в битві при Рукері, на кордоні Валахії і Трансильванії, було завдано поразки Басарабу III. 8 листопаді Влад Цепеш знову став господарем Валахії. Іштван Баторі домовився з Цепешем щодо спільних дій проти османської імперії. Втім у грудні того ж року Влад III зазнав поразки від Басараба III і загинув.
У 1479 році призначається воєводою Трансильванії (Семигородщини). В серпні того ж року 43-тисячна османська армія під проводом Алі Ходжи-бея вторглася з Боснії до Трансильванії. У Іштвана Баторі було мало часу, щоб зібрати свої сили в Сібіу. До нього на допомогу виступили Пал Кініжі, бан Тімішоари, деспот Вук Бранкович, валаський господар Басараб III. 13 жовтня 1479 року в битві на Хлібовому полі християнська армія розгромила османські війська. Під час битви Іштван Баторі дістав шість поранень, під ним був убитий кінь.
У 1490 році після смерті Матвія Корвіна підтримав обрання на угорський трон богемського короля Владислава II Ягеллончика. У 1491—1492 роках брав участь у боротьбі проти імператора Священної Римської імперії Максиміліана I Габсбурга й польського короля Яна Ольбрахта Ягеллона, що також претендували на угорську корону. 1491 року був членом делегації, що уклала в Прешпорку угоду з Максиміліаном I
У 1493 році був звинувачений угорським королем Владиславом II в застосуванні надзвичайної жорстокості проти секеїв в Трансильванії і відсторонений від займаної посади. У тому ж році Іштван Баторі помер, не залишивши дітей.